# Lasse Bork Schmidt
Lasse Bork Schmidt  (født 1972) er en dansk politiker, der var landsformand for Konservativ Ungdom 1998-99. Han har desuden siddet i Odense Byråd fra 1998-2002. Bork Schmidt er i dag kendt som næstformand for Odense Konservative Vælgerforening, og en ivrig debattør.